# Robert Dudley
Pour les articles homonymes, voir Dudley et Robert Dudley (homonymie).
Robert Dudley, né le 24 juin 1532 et mort le 4 septembre 1588, 1er comte de Leicester, est un noble anglais qui a longtemps été le favori de la reine Élisabeth Ire d'Angleterre.
Il devient veuf en 1560, mais les circonstances suspectes de la mort de son épouse rendent impossible son mariage avec la reine. Il est aussi soupçonné d'avoir conseillé à Élisabeth d'empoisonner Marie Stuart, d'avoir lui-même empoisonné Walter Devereux, le comte d'Essex, afin d'épouser sa veuve en 1576.
En 1585, il est envoyé aux Pays-Bas, alors insurgés contre Philippe II, en tant que gouverneur général des Provinces-Unies. Mais il ne se montre pas très compétent sur le plan militaire et politique et est renvoyé en Angleterre en 1588, peu avant sa mort de maladie.
Walter Scott en fait un personnage de son roman Le Château de Kenilworth.

## Biographie

### Origines familiales et formation
Il est le fils de John Dudley (1504-1553), duc de Northumberland, proche des rois Henri VIII et Édouard VI, mais condamné à mort pour avoir essayé d'écarter Marie Tudor (1516-1558) du trône d'Angleterre.
En 1550, il épouse Amy Robsart.
Il est emprisonné en 1553 en même temps que son père, mais est libéré dès 1554.

### Premières relations avec Élisabeth (1558-1560)
Il jouit du plus grand crédit sous Élisabeth Ire. Il prit sur la reine un ascendant presque absolu par la beauté de son visage, l'élégance de ses manières, par sa souplesse et ses flatteries. On dit qu'il fut sur le point d'obtenir sa main.
Quand Dudley fut nommé Maître de cavalerie, les rumeurs à propos de sa relation avec la reine allèrent bon train, sous l'impulsion première des opposants de la reine.

### La mort de son épouse (1560) et ses conséquences
En 1560, Amy Robsart meurt d'une chute dans les escaliers. On a dit qu'elle souffrait d'un cancer du sein, mais il y avait deux profondes blessures dans sa nuque. Cela provoqua des accusations contre Dudley, et une enquête approfondie s'ensuivit.
Quelques contemporains pensèrent qu'il avait ordonné son assassinat afin de pouvoir se remarier avec la reine, allant jusqu'à affirmer qu'un mariage secret avait eu lieu. Ironiquement, la mort d'Amy mettait au contraire fin à de telles ambitions. Élisabeth, attentive à l'opinion publique, et même peu convaincue de l'intérêt du mariage, ne donna jamais une raison de croire qu'elle avait sérieusement envisagé une telle union.
Les historiens pensent à l'heure actuelle que, si Amy avait été assassinée, cela aurait été plutôt par quelqu'un qui pensait gagner ainsi la faveur royale ou, encore plus probablement, par quelqu'un qui aurait su pertinemment que les suspicions pesant sur son favori auraient définitivement empêché un éventuel mariage. Il n'est pas plausible qu'Élisabeth ait été assez inconsciente pour tremper dans un tel crime, quand bien même Dudley l'eût été. On a aussi pensé qu'Amy était en phase terminale de son cancer du sein, ce qui rend la mort par assassinat beaucoup moins probable qu'un suicide ou un accident. En effet, ce type de cancer à métastase peut affaiblir les os du cou, ce qui aurait provoqué l'évanouissement en haut des escaliers, et la chute fatale qui s'est ensuivie.
Mais la conséquence essentielle est que les circonstances suspectes de la mort d'Amy Robsart ne permettent pas que son époux veuf épouse la reine. Il reste néanmoins son favori.

### Favori d'Élisabeth
La reine le combla de faveurs, le fit comte de Leicester (1564), chancelier de l'université d'Oxford, lieutenant général du royaume, et le chargea en 1585 et 1587 d'aller dans les Pays-Bas soutenir les provinces révoltées contre Philippe II d'Espagne.
En 1563, Élisabeth proposa Dudley pour second époux à Marie Stuart, reine d'Écosse, qu'elle espérait neutraliser en la mariant à un protestant. Les papiers officiels de l'État mentionnent qu'elle présenta cela comme une récompense pour Dudley « que, si c'était en notre pouvoir, nous ferions propriétaire ou héritier de notre propre royaume », pour ses loyaux services. Marie, insultée par l'idée d'accepter le Maître de cavalerie et supposé amant d'Élisabeth, refusa cette alliance. L'année suivante, Élisabeth lui accorda le comté de Leicester. Il fut son protecteur officiel tout au long de sa vie.

### Maîtresses et mariages

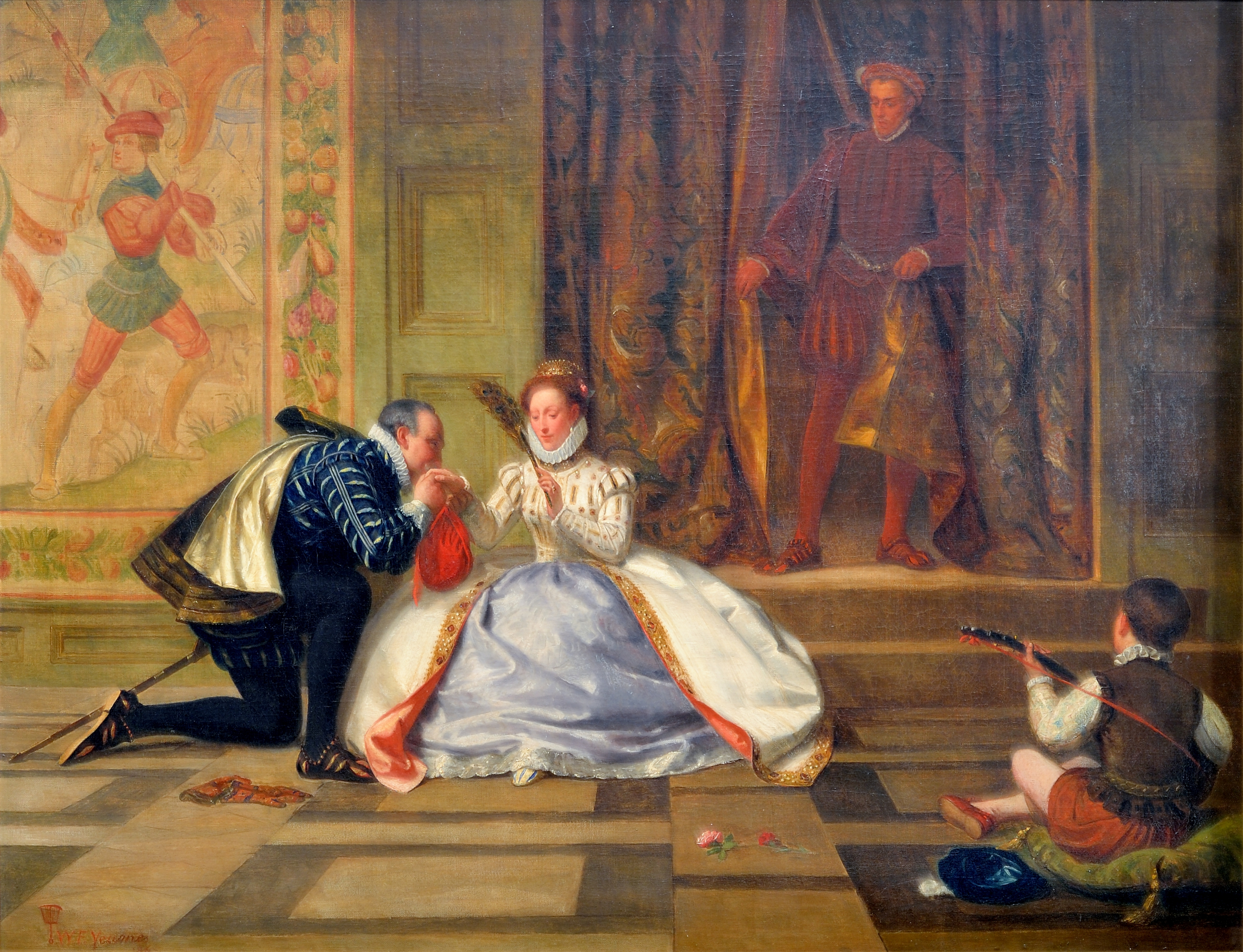
Leicester, favori de la reine Elisabeth (huile sur toile de William F. Yeames).

On pense qu'il s'est marié en secret à la veuve Lady Douglas Sheffield en 1573, cependant aucun témoin du mariage ne s'est jamais fait connaître, et la légalité du contrat n'a jamais pu être prouvée.
Il la quitta pour Lettice Knollys, veuve de Walter Devereux, 1er comte d'Essex. Lettice était la fille de Catherine Carey, fille de Lady Mary Boleyn, sœur d'Anne Boleyn. Catherine Carey était cousine germaine de la reine Élisabeth.
Dudley dut épouser Lettice deux fois, le père de cette dernière, sir Francis Knollys, voulant éviter à sa fille la même déconvenue qu'avait subi Lady Sheffield, ayant exigé d'être témoin de la cérémonie.
Le mariage offensa gravement la reine. Elle bannit temporairement Leicester de la Cour et refusa toujours de recevoir la nouvelle Lady Leicester, qu'elle surnomma « la louve ». Cependant, personne à part Élisabeth n'aurait imaginé que, par dévotion pour elle, il soit demeuré célibataire toute sa vie après le décès de son épouse.
En 1573, il apparut que non seulement Lady Douglas Sheffield, mais aussi sa sœur célibataire, Frances Howard, étaient « très amoureuses de lui », et aussi que la reine « ne pensait pas de bien d'elles, et pas le meilleur de lui » car il encourageait leurs avances. Lady Sheffield mit au monde un fils en 1573/4, qui fut nommé Robert Dudley.
L'unique frère survivant de Leicester, Ambrose, n'avait pas d'enfant, et à moins qu'il n'ait un héritier légitime, sa lignée périrait. "Vous pouvez penser combien cette incroyable situation, qui m'oblige à être quasiment la cause de la ruine de ma propre maison, m'affecte profondément", écrivit-il à Lady Sheffield, expliquant qu'il était dans une position délicate, et incapable de prendre épouse sans causer "un grand bouleversement". Garder secret un second mariage aurait pu sembler un sujet de tout aussi grande importance, étant donné que Leicester ne semblait pas vouloir remettre en cause sa relation avec Élisabeth. Le secret au moment de son mariage aurait pu être un moyen de clamer ultérieurement l'absence d'un contrat légal. Élisabeth elle-même, se sentant trahie à la découverte du mariage de Leicester avec Lettice Knollys, lui rappela que, s'il s'avérait que les rumeurs affirmant qu'il avait signé un précontrat avec Lady Sheffield étaient vraies, la reine pourrait bien l'expédier dans la tour de Londres. Rien d'étonnant donc à ce qu'il ait toujours nié avoir contracté une telle union.
Au XIXe siècle ressurgit la question de la légitimité de l'enfant de Lady Sheffield. Un descendant, Sir John Shelly-Sidney, réclama les titres de L'Isle et Dudley, auxquels il aurait clairement eu droit si le premier Robert Dudley avait été clair et honnête à propos des origines de son fils. La Chambre des lords enquêta, et conclut que Sir John Shelley n'avait pas réussi à prouver que le mariage des parents du second Robert Dudley, fils de Leicester et Lady Sheffield avait été légalement contracté. Leicester, bien qu'il ait été très affectueux envers son fils, n'a jamais reconnu sa légitimité.

### La campagne des Pays-Bas (1585-1587)

Robert Dudley, portrait gravé par H. Jacobsen (avant 1614).

Revenu dans les bonnes grâces d'Élisabeth, Dudley est mis à la tête de la campagne des Pays-Bas de 1585.
Il est nommé gouverneur général de la république des Provinces-Unies aux termes du traité de Sans-Pareil (10 août 1585), signé au moment où les Espagnols sont sur le point de s'emparer d'Anvers.
La campagne culmine à la bataille de Zutphen (22 septembre 1586), une victoire espagnole.
Général peu compétent, Robert Dudley se trouve souvent en conflit avec le grand-pensionnaire Johan van Oldenbarnevelt.
Rentré en Angleterre en novembre-décembre 1587, bien qu'il se soit montré médiocre chef militaire, il est mis à la tête des troupes chargées d'affronter l'Invincible Armada.

### Décès
Il mourut peu après, probablement d'un cancer de l'estomac[réf. nécessaire], près d'Oxford, le 4 septembre 1588.
Au moment de sa mort, il était déjà en train de perdre sa place de favori, remplacé par son beau-fils, Robert Devereux, fils de Lettice Knollys. Mais Élisabeth, bouleversée par la perte de son vieil ami, s’enferma dans ses appartements durant des heures, si ce n'est des jours. Elle écrivit sur la lettre qu’il lui avait envoyée quelques jours avant de mourir : « Sa dernière lettre », et l’enferma dans son trésor. Elle y était toujours quand elle mourut, 15 ans plus tard.
Dudley est enterré dans la chapelle de Beauchamp, dans la collégiale Sainte-Marie, à Warwick.
Quand Lettice Knollys mourut en 1634, elle fut enterrée auprès de lui. Leur fils, Lord Robert Denbigh, mort à cinq ans, repose aussi auprès de ses parents.

## Robert Dudley au cinéma
- 1923 : The Virgin Queen, film américano-britannique de J. Stuart Blackton, avec Diana Manners (la reine Élisabeth) et Carlyle Blackwell (Lord Robert Dudley)
- 1998 : Elisabeth, avec Cate Blanchett (Élisabeth Ire), Joseph Fiennes (Robert Dudley, Comte de Leicester) et Geoffrey Rush (Francis Walsingham)
- 2006 : Elisabeth I, mini-série de 2 épisodes avec Helen Mirren (Élisabeth Ire), Jeremy Irons (Robert Dudley, comte de Leicester) et Hugh Dancy (Robert Devereux, comte d'Essex)
- 2006 : The Virgin Queen, mini-série de 4 épisodes avec Anne-Marie Duff (Élisabeth Ire), Tom Hardy (Robert Dudley), Ian Hart (William Cecil) et Tara Fitzgerald (Kat Ashley)
- 2013 : Reign, interprété par Charlie Carrick à partir de la saison 3
- 2018 : Mary Queen of Scots, interprété par Joe Alwyn